# クロホシイシモチ
クロホシイシモチ（黒星石持、Apogon notatus、英:Spotnape cardinalfish）は、スズキ目スズキ亜目テンジクダイ科に属する魚類。

## 分布・生息域
日本など太平洋北西部を中心に分布する。日本国内では、東北地方や北海道の太平洋側にはいない。沿岸付近に群れており、大きな港や小さな漁港、岩場などに生息する。千葉県房総半島には数が少なく釣れるのはほとんどがネンブツダイである。本種が見られるのは伊豆半島より以南の地域で、伊豆にある伊東港では本種のほうが多くネンブツダイは少ない。比較的南方形で南に行けば行くほど本種の方が多くなる。日本以外では、台湾や、ベトナム、中国東南部などの沿岸で広く見られるが、サンゴ礁域のため日本沿岸の物と、生態に若干違いがある。
生息環境は、藻場など海藻が多く生えているところやサンゴ礁の影や間、岩場などにも多くおり、繁殖期は隠れるところや、縄張りを作りやすいため藻場や岩場、漁港のテトラポッドなど障害物の周りに集まる傾向がある。主に沿岸付近に生息するが、海岸沿いで見られるのは、水温が高くなる5月からまだ水温が比較的高い11月までで、低くなる冬場は沖合いの水深10メートル以深のところで群れて生活する。そのため、比較的冬場は漁港などで、釣れたりすることはない。
よく、近縁種のネンブツダイと群れていることがあり、釣り人はこの2種をそれぞれ区別しているわけではなく、全てネンブツダイとして扱われる。生態もこの2種は大変似ている。この2種の区別の方法は下の近い仲間の見分け方で述べる。海外諸国でも本種を専門に獲る者はいない上、ダイバー以外存在すら知らない場合もある。

## 形態・生態
最大全長12センチメートル、平均的な全長は8センチメートル。夜行性である。本種は口内保育を行う（いわゆるマウスブルーダー（親魚が受精卵を孵化するまで口にくわえて保護する））。そのため、夏場繁殖期はペアーで群れからはずれ縄張りを作る。卵の保護は基本的に雄が行う。繁殖後雌は餌を捕食後また別の雄とペアーを組み繁殖をする。卵は孵化まで1週間掛かり、その間に雄は何も口にしない。雄と雌の見分け方は、繁殖期は雌は腹に卵があると丸い体形をしているが、雄は下あごの先が長く突き出る。これで雌雄の区別ができる。

## 人との関わり
日本で底引き網によって漁獲されるが、テンジクダイ A. lineatus やマトイシモチ A. carinatus など一部の種類を除き、食用として利用されることは少ない。昼間は港など穏やかなところで群れながら漂っている。昼間はあまり釣れないが、夜は入れ食いになる場合があり、釣り場を移動しなければならない場合もある。繁殖行動は水が綺麗であれば水中に潜らなくても港内でも観察できる。海外諸国では、食用としての価値がなく、現地の市場でも見ることはない。主にダイバー関係者の間で知られており、それ以外では人との直接的な関わりがない。
近い仲間で、ネンブツダイ・オオスジイシモチなどがおり、同じように沿岸付近に生息する。釣りでは主に外道として捨てられており、良く港で弱った個体が浮かんでいるのが確認できる。体色は綺麗なオレンジや黄色などである。この美しい体色からか、キンギョとも呼ばれる。基本的に飼育用としても流通していないので釣りをしている時に出会う魚である。テンジクダイ科で観賞用として有名なのはマンジュウイシモチ (Pajama Cardinalfish) 、キンセンイシモチ、イトヒキテンジクダイなど、一部である。
釣りの時の外道として釣れたり、近海を潜ると見掛けたりする。頭が大きいため食べられるところが少ない。

### 飼育法
本種を含め、この種は飼育可能である。しかし、知名度が低いため、詳しい飼育法がない。ここではネンブツダイ及び同じ飼育法で飼育できるクロホシイシモチについて書くが、テンジクダイ科全種に応用が利く。
飼育する準備と基本的な知識
まず、前述のようにネンブツダイとクロホシイシモチに同じ飼育法で飼育できる。この2種は基本的に共通した生態、性格なので飼育法も共通である。本種を飼育する場合、かなりデリケートなので、気が強い魚や噛み付く魚（スズメダイ類、ハギ類、フグ類など)とは避けて飼育する。水槽のサイズは、最低でも60cm水槽が望ましい。水温計があると何かと便利であり、安心して楽しめる。
魚の入手法
観賞魚店で購入するか、自分で釣って入手する。
魚導入
水槽に魚を入れる際は他の海水魚や熱帯魚と同様、導入前に水温と水質調整を行うこと。これを怠って早く入れると水槽内でショックし、最悪の場合死に至る。だいたい30分ほど入れると良い。
なお、この作業は水槽掃除の時の移動時も同じことである。
日ごろの管理
導入してからの1週間は特に注意を要する。なぜなら、この間に傷などによる死亡するトラブルが多発するからである。餌は3日目ぐらいから食べるようになるので、乾燥餌（クリル）のアミエビ、雑食性の魚専用人工飼料を与える。与える量は数による。

## 近い仲間の見分け方
クロホシイシモチには、姿が似ているネンブツダイがいる。しかし、多くの人はこれらを全てネンブツダイとして区別することなく扱っている。見分け方として次のとおりである。
- ネンブツダイ

ネンブツダイは生息地が広く良く他種と混泳している。
1. 目の上を通るラインが背中まで伸びる。
2. 全体的に虹のようなカラフルな色合いに輝く（黄色、オレンジ、ピンク、黄緑）。
3. 雄の個体には上唇の先に突起が突き出ている。

- クロホシイシモチ

クロホシイシモチはネンブツダイに比べ南方形の魚で伊豆半島より西南の太平洋で多く見られる。千葉県の房総半島ではネンブツダイが多くクロホシイシモチは大変少数派である。
1. 目の上を通るラインが短く目の上で切れる。しかし、このラインと直線上にエラの上部に黒点がある。
2. 茶色、オレンジの単色。夜は金色に輝いて美しい。
3. 雄は下アゴの先が突き出る。

この2種は似ているが良く観察すると違いがあり、すぐ解かる。また、色合いもまったく違い、釣りなどで個体を見るとネンブツダイのほうがやはり虹のように様々な色が出ているので美しい。